# 琳达·施塔尔
琳达·施塔尔（德語：Linda Stahl，1985年10月2日—），德国女子田径运动员。她曾代表德国参加2012年和2016年夏季奥林匹克运动会田径比赛，其中2012年奥运会获得一枚铜牌。